# Sergio Bellone
Sergio Bellone (Milano, 6 febbraio 1915 – San Giorio, 7 dicembre 2000) è stato un partigiano e ingegnere italiano, anche noto con il nome di battaglia di Dinamitardo.

## Biografia

### Attività prima dell'8 settembre
Sergio Bellone nacque a Milano il 6 febbraio del 1915. Figlio di Virgilio Bellone, socialista e pioniere del sindacalismo in Valsusa, già dai primi anni '30 entra a far parte di un gruppo antifascista guidato da Dante Conte, che pochi mesi dopo si disperde per l'arresto dei suoi dirigenti.
Nel 1938 insieme all'amico Pietro Ravetto costituisce un nuovo gruppo clandestino che si propone di alimentare l'antifscismo mediante di diffusione di pubblicazioni ed informazioni censurate dal regime. Il 21 giugno 1939 però l'OVRA arresta Carlo Darchini, un membro del gruppo, e utilizzando il materiale rinvenuto nella perquisizione del suo alloggio ne rintraccia quasi tutti i componenti. Bellone viene arrestato nella caserma di Pavia, dove da pochi mesi era in servizio di leva nel Genio.
A dicembre dello stesso anno viene tenuto il processo davanti al tribunale speciale per la difesa dello stato, che in 4 giorni commina 34 condanne, le più pesanti, per Bellone e Ravetto, a 14 anni di carcere. In seguito alla condanna viene incarcerato prima a Civitavecchia, dove conosce tra gli altri Vittorio Foa e Gian Carlo Pajetta, e poi, da maggio del 1943, a Castelfranco Emilia, da cui viene rilasciato il 23 agosto del 1943 insieme agli altri oppositori del regime fascista.

### L'attività partigiana

Il viadotto dell'Arnodera dopo il sabotaggio

Rientrato a Torino dopo il rilascio, dopo l'8 settembre prende parte ai primi tentativi di organizzare la difesa della città dai tedeschi, subito stroncati dal tradimento di Adami Rossi che consegna la città ai nazisti. L'11 di settembre si rifugia quindi a San Giorio, in Valsusa, dove erano sfollati i genitori, e qui partecipa alla costituzione di una delle prime bande partigiane con base al rifugio Gravio. Opererà in Valsusa  fino ai primi mesi del 1944, avendo tra l'altro una parte fondamentale nel sabotaggio del ponte ferroviario dell'Arnodera nella notte tra il 28 e il 29 dicembre 1943, compiuto insieme a don Francesco Foglia, Vittorio Blandino e Remo Bugnone, e definito dagli stessi occupanti «una autentica opera d'arte».
In seguito, dopo essere scampato fortunosamente ad un agguato nazifascista alla stazione di Sant’Ambrogio, venne trasferito dal comando regionale nelle valli del cuneese, dove poteva essere più utile la sua abilità con gli esplosivi. In quest'area Bellone addestrerà all'uso degli esplosivi vari compagni e realizzerà numerosi sabotaggi a strade e ferrovie, e durante un rastrellamento operato dai nazisti prenderà anche parte ad un'avventurosa manovra di sganciamento che lo porterà con altri partigiani a passare dal rifugio Quintino Sella al Monviso (2600 mslm) nel mese di marzo.
A giugno del 1944 fu trasferito a Torino, dove gli venne assegnato il comando di una brigata SAP composta in maggioranza da vigili del fuoco, che sotto la sua direzione riuscirà più di una volta a disarmare tedeschi isolati o in piccoli gruppi. A ottobre dello stesso anno però una perquisizione tedesca in alcune caserme dei vigili del fuoco porta al ritrovamento delle armi che vi erano state nascoste e all'arresto di numerosi membri del gruppo, che di fatto si sciolse.
All'inizio del 1945 gli venne assegnato il comando dell'antisabotaggio in Piemonte, il suo compito era evitare che i nazisti prima di fuggire distruggessero i principali impianti industriali e centrali elettriche piemontesi, compito che svolse con successo, riuscendo a conservare integri la maggior parte di essi.

### Il dopoguerra

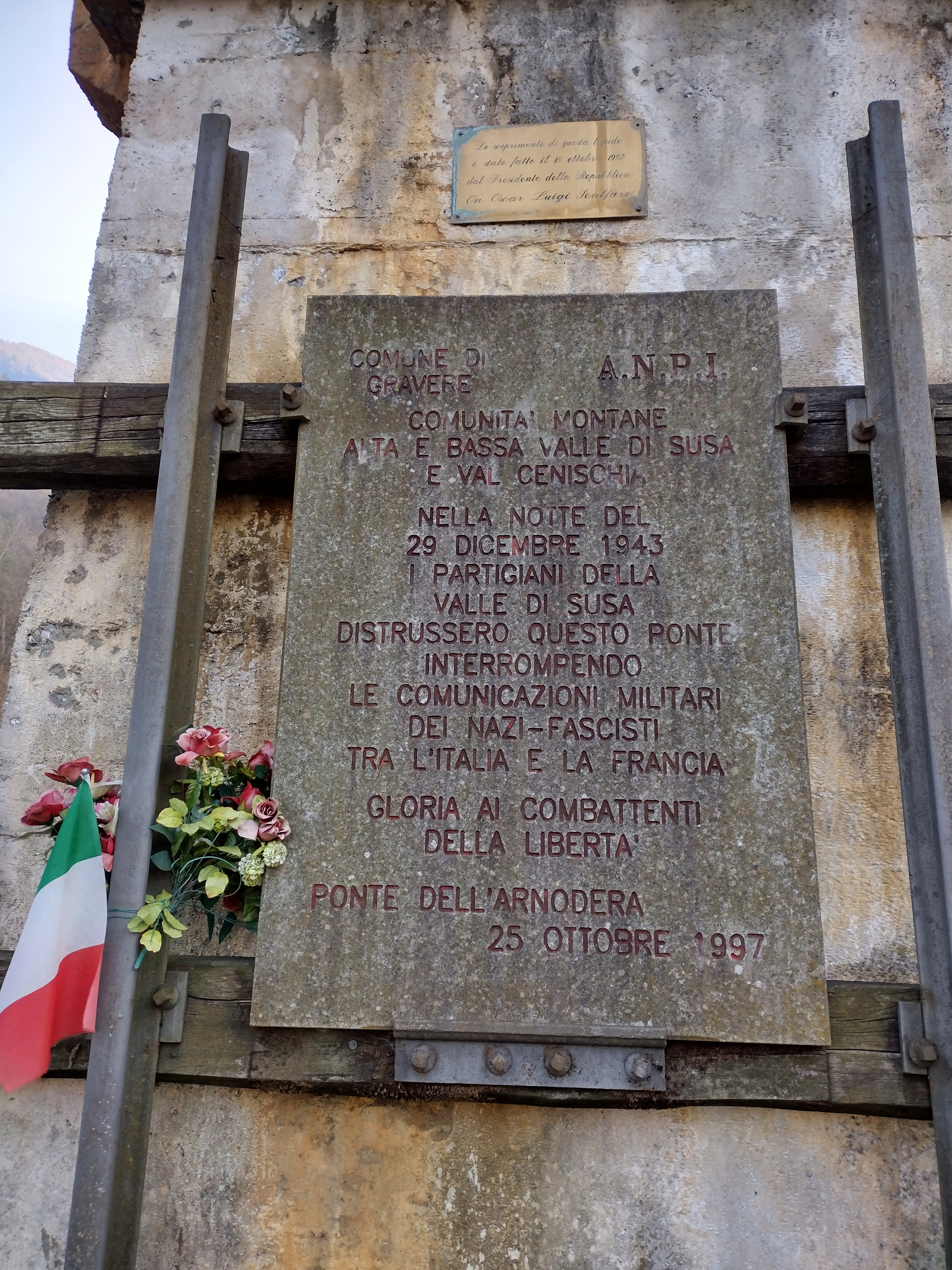
Lapide presso il ponte dell'Arnodera

Dopo la guerra lavorò per alcuni anni alla ricostruzione nell'allora Jugoslavia
«per dare il mio modesto contributo alla costruzione del socialismo in quel Paese»
non perdette però i legami con la sua terra e con i compagni della resistenza, ed in particolare pubblicò alcuni articoli molto polemici sul processo che portò all'assoluzione degli uccisori del comandante partigiano Carlo Carli.
A partire da quegli anni matura però una fortissima disillusione sia verso lo stato nato dalla lotta partigiana sia verso il partito comunista, tanto quello sovietico quanto quello italiano, disillusione che lo porta ad abbandonare la politica attiva
«con angoscia conclusi che io non ero proprio tagliato per l’attività politica militante, da quell’epoca mi trassi in disparte e da allora mi dedicai esclusivamente all’attività tecnica per la quale appunto mi considero adatto. Comunque il mio orientamento ideale resta sempre democratico volto a sinistra.»
In seguito interverrà nella vita pubblica solo sporadicamente.
Muore a San Giorio il 7 dicembre 2000.